# Le Tueur à l'orchidée
Pour plus de détails, voir Fiche technique et Distribution.
Le Tueur à l'orchidée (Sette orchidee macchiate di rosso) est un giallo ouest-germano-italien réalisé par Umberto Lenzi et sorti en 1972.
Le film suit deux femmes qui sont victimes d'un tueur en série. En effet l'assassin laisse chaque fois une lune argentée dans la main de la victime. Une femme, Giulia,  arrive à échapper à l'agression. Afin de ne pas alerter le meurtrier, la police et les médias la font passer pour morte. Celle-ci se met à la recherche de l'assassin.

## Synopsis
Une prostituée est cruellement assassinée sur un parking lugubre de Rome. Il n'y a aucune trace de l'assassin, à l'exception d'un croissant de lune argenté accroché à une chaîne, que le criminel a manifestement laissé derrière lui en toute connaissance de cause. Peu de temps après, l'Américaine Kathy est assassinée et la police trouve également chez elle un croissant de lune en argent.
Giulia, mariée depuis peu à Mario, est également agressée par le meurtrier pendant son voyage de noces, et celui-ci laisse à nouveau sa marque. Aux funérailles de Giulia, la police ne trouve rien de suspect et il ne semble pas y avoir de lien entre les victimes du meurtre. Giulia, qui a survécu à l'attentat et dont les funérailles ont été mises en scène, décide de quitter la ville avec Mario jusqu'à ce que la série de meurtres soit élucidée.
En cours de route, Giulia se souvient soudain d'avoir déjà vu la marque de l'assassin. Deux ans auparavant, elle avait séjourné dans un hôtel fréquenté par un Américain dont le trousseau de clés était orné d'un croissant de lune argenté. Mario et Giulia constatent que les deux premières victimes du meurtre étaient également des clients de cet hôtel, et ils parviennent à obtenir d'autres noms d'anciennes résidentes de l'hôtel qu'ils estiment menacées. Néanmoins, le jeune couple ne peut empêcher les deux meurtres suivants, qui confirment leur théorie.
Une autre piste les mène à l'ancien propriétaire de l'hôtel. Mais Mario doit constater que celui-ci est mort dans un accident de voiture et que la conductrice coupable a pris la fuite. Après le meurtre de la sœur jumelle d'une ancienne résidente de l'hôtel, la police a enfin un suspect principal. Il est décidé de confondre le meurtrier en lui montrant que Giulia est encore en vie. Elle doit ensuite servir d'appât. Lorsque le criminel sans scrupules tombe dans le piège, Giulia est en grand danger de mort. Mais elle est sauvée in extremis par Mario. Le meurtrier s'avère être le frère de Frank Saunders, un jeune Américain décédé dans un accident de voiture au cours duquel le responsable a pris la fuite. Saunders était alors client de l'hôtel, comme les femmes assassinées. Son frère a pris sa revanche sur les femmes pour les punir de sa mort, car il croyait que l'une d'entre elles avait son frère sur la conscience, sans se douter de laquelle il s'agissait réellement. En se battant avec Mario dans la piscine, le frère de Saunders se noie sans avoir appris la vérité, à savoir que sa sœur jumelle Giuseppina, dont la sœur Maria a également été assassinée, est la véritable responsable de l'accident.

## Fiche technique
- Titre original italien : Sette orchidee macchiate di rosso[1]
- Titre allemand : Das Rätsel des silbernen Halbmonds[2]
- Titre français : Le Tueur à l'orchidée ou Sept orchidées tachées de sang ou Adieu tueur[3]
- Réalisation : Umberto Lenzi
- Scénario : Roberto Gianviti, Paul Hengge, Umberto Lenzi, Edgar Wallace, Cornell Woolrich
- Photographie : Angelo Lotti
- Montage : Eugenio Alabiso, Clarissa Ambach
- Musique : Riz Ortolani
- Décors : Giacomo Calò Carducci
- Costumes : Giulia Mafai
- Production : Lamberto Palmieri, Renato Romano
- Sociétés de production : Flora Film, National Pictures, Rialto Film
- Pays de production :  Italie -  Allemagne de l'Ouest
- Langue originale : italien
- Format : couleurs par Eastmancolor - 2,35:1 - Son mono - 35 mm
- Genre : Giallo
- Durée : 91 minutes
- Dates de sortie :
  - Italie : 24 février 1972
  - France : 13 septembre 1973

## Distribution
- Antonio Sabàto (VF : Jean Louis) : Mario
- Uschi Glas (VF : Catherine Diamant) : Giulia
- Rossella Falk : Elena Marchi
- Pier Paolo Capponi : inspecteur Vismara
- Petra Schürmann : Concetta Di Rosa
- Marisa Mell : Anna Sartori / Maria Sartori
- Gabriella Giorgelli (VF : Geneviève Hersent) : Inez Tamborini
- Renato Romano (it) (VF : Ted Rusoff) : le prédicateur
- Claudio Gora (VF : Philippe Hersent) : Raffaele
- Marina Malfatti (VF : Geneviève Hersent) : Kathy Adams
- Bruno Corazzari (VF : Martial Bresson)  : Barrett
- Linda Sini : Wanda
- Franco Fantasia (VF : Jacques Stany)  : Renzi
- Nello Pazzafini (VF : Martial Bresson)  : Giovanni
- Ivano Davoli (it) (VF : Jacques Stany)  : Dr Palmieri
- Enzo Andronico : le directeur
- Alba Maiolini (non créditée)

## Production
Le scénario de Paul Hengge, qui se base uniquement sur des récits d'Edgar Wallace, s'intitulait à l'origine Sieben Gesichter für die Mörderin. Cela correspond également au titre provisoire italien Sette volti per l'assassino. Le réalisateur Umberto Lenzi a écrit la version italienne en collaboration avec l'auteur Roberto Gianviti. Le tournage a eu lieu du 6 septembre au 23 octobre 1971, le studio se trouvait à Rome, les prises de vue en extérieur ont été réalisées à Rome et à Spolète.
C'est la seule adaptation d'Edgar Wallace dont l'action se déroule entièrement en Italie, en guise de concession à une équipe en grande partie italienne. Uschi Glas, qui a eu son premier rôle au cinéma en 1965 dans Le Moine inquiétant, a participé pour la cinquième et dernière fois à une adaptation d'Edgar Wallace. Le directeur de production Herbert Kerz (6 films), Marisa Mell et Petra Schürmann (deux films chacune) ont également fait leurs adieux à la série.
Uschi Glas se souvient que le réalisateur n'aimait apparemment pas les Allemands. Il aurait systématiquement essayé de l' « accabler, de la ridiculiser et de la tourmenter » en utilisant des termes horribles de l'époque nazie. Mais comme elle avait son contrat et devait faire son travail, elle n'aurait pas pu abandonner son travail ou s'enfuir.
Le film a été tourné plus tôt que le précédent Edgar Wallace, Mais... qu'avez vous fait à Solange ?, et est sorti en Italie le 24 février 1972, tandis qu'en Allemagne, il a été présenté pour la première fois le 30 juin 1972 au Passage Kino de Sarrebruck. Financièrement, Le Tueur à l'orchidée a été un succès estival correct en Allemagne de l'Ouest.
La version allemande du film a été interdite aux moins de 16 ans par la FSK. Ceci n'a été obtenu qu'au prix d'importantes coupures. La version originale a une durée de 102 minutes, la version allemande de 85 minutes. Toutes les scènes de meurtre ont été raccourcies, de même que la séquence d'ouverture, dans laquelle le meurtrier assassine la mère de Marcela en tant que complice. Le 23 mai 1985, le film a été diffusé pour la première fois à la télévision. En 2018, le label Koch Films a sorti le film en Blu-ray non coupé avec une piste sonore allemande. Il contient également l'ancienne version cinématographique allemande.